# C/1822 K1
Komet Pons ali C/1822 K1 je komet, ki ga je odkril francoski astronom Jean-Louis Pons 31. maja 1822.

## Značilnosti
Njegova tirnica je bila parabolična. Soncu se je najbolj približal 16. julija 1822, ko je bil na razdalji približno 0,9 a.e. od Sonca.